# Umeå
Umeå este un oraș în Suedia, situat în provincia Västerbottens län, partea a regiunii istorice  Västerbotten. Umeå se află la vărsarea râului Ume älv în Golful Botnic și este orașul de reședință al provinciei.
Umeå este cunoscut și ca orașul mestecenilor. Este al doilea cel mai nordic oraș universitar al Suediei (după Luleå) și un important nod rutier.

## Istorie
Umeå primește în 1588 drepturile orășenești, dar fondarea sa ca oraș aflat în apropierea bisericii Umeå și a târgului aferent eșuează. În 1622 este făcută o a doua încercare, dar abia în jurul anului 1640 începe dezvoltarea orașului, devenind astfel orașul de reședința al provinciei Västerbotten. În marele război nordic de la începutul secolului al XVIII-lea orașul este incendiat de către trupele rusești (1714). Își revine însă, iar în 1800 populația ajunsese la 1000 de locuitori. În 1809 au fost avut loc ultimele confruntări armate din apropiere, orașul fiind cucerit de către ruși.
În 1885 populația din Umeå număra 2.930 locuitori, dar un incendiu (1888) devastează, din nou, orașul. Aleile Mestecenilor, pentru care este localitatea este cunoscută începând de atunci, au fost amenajate după catastrofă, în scopul îngreunării propagării focului. Din acest motiv Umeå este cunoscut în întreaga Suedie ca "Orașul mestecenilor". În prezent pot fi găsiți aici cca. 3000 de astfel de copaci, care, datorită poziției nordice, înmuguresc abia la 25 mai, pierzându-și frunzele în a doua jumătate a lunii septembrie.
În secolul trecut orașul a devenit un centru în industria serviciilor, precum și un centru cultural pentru boreala regiune Norrland.

## Stemă
Prima stemă a Umeå consta din 3 capete de reni, apărând la 20 de ani după ființarea orașului din 1622. Regina Kristina decide în 1646 ca renii să apară pe stemă. Deși tema a fost ușor schimbată  în decursul timpului, numărul capetelor a rămas constant. Originea lor poate fi derivată din stema provinciei istorice Västerbotten, care reprezintă un ren.

## Atracții
Umeå are mai multe muzee, printre care parcul cu sculpturi umedalen și muzeul în aer liber Gammlia, alături de muzeul regiunii.
Regiunea se evidențiază și prin numeroasele și generoasele piste ciclistice amenajate în scopuri turistice.

## Educație și știință
În septembrie 1965 a fost inaugurată Universitatea din Umeå, pe atunci a cincea universitate a Suediei. Ea a fost creată în urma Facultății de Medicină, care exista deja. Statutul de cea mai noridcă universitate suedeză a fost deținut până în anii 1990, când a fost înființată Universitatea Tehnică din Luleå. După sursele proprii ale Universității Umeå, în anul 2006 studiau aici 29.000 de studenți, iar universitatea are aproximativ 3.900 de angajați.

## Economie
Umeå este un important furnizor de servicii pentru Norrland. Aici nu se găsește numai administrația localității, ci și cea a regiunii alături de cea a Landtag-ului. Autoritățile statale și militare își au, de asemenea, sediile aici. 
Universitatea și Clinica Univesitară din Norrland Universitetssjukhus se numără printre cei mai mari angajatori ai orașului.
Companiile din domeniul industrial care merită menționate sunt Volvo Powertrain și Pharmacia Biotech AB.

## Demografie
| \| Evoluția demografică a zonei urbane Umeå, 1970–2015 \| Evoluția demografică a zonei urbane Umeå, 1970–2015 \| Evoluția demografică a zonei urbane Umeå, 1970–2015 \| Evoluția demografică a zonei urbane Umeå, 1970–2015 \| Evoluția demografică a zonei urbane Umeå, 1970–2015 \| \| --------------------------------------------------------------------------------------- \| --------------------------------------------------- \| --------------------------------------------------- \| --------------------------------------------------- \| --------------------------------------------------- \| \| An \| \| \| Locuitori \| \| \| 1970 \| 1970 \| \| 47.692 \| 47.692 \| \| 1975 \| 1975 \| \| 49.715 \| 49.715 \| \| 1980 \| 1980 \| \| 52.719 \| 52.719 \| \| 1990 \| 1990 \| \| 60.305 \| 60.305 \| \| 1995 \| 1995 \| \| 68.494 \| 68.494 \| \| 2000 \| 2000 \| \| 70.959 \| 70.959 \| \| 2005 \| 2005 \| \| 75.643 \| 75.643 \| \| 2010 \| 2010 \| \| 79.594 \| 79.594 \| \| 2015 \| 2015 \| \| 83.249 \| 83.249 \| \| Sursa: SCB - Statistika Centralbyrån, Folkmängden per tätort. Vart femte år 1960 - 2016 \| \| \| \| \| |      |  |           |        |
| Evoluția demografică a zonei urbane Umeå, 1970–2015 |      |  |           |        |
| An |      |  | Locuitori |        |
| 1970 | 1970 |  | 47.692    | 47.692 |
| 1975 | 1975 |  | 49.715    | 49.715 |
| 1980 | 1980 |  | 52.719    | 52.719 |
| 1990 | 1990 |  | 60.305    | 60.305 |
| 1995 | 1995 |  | 68.494    | 68.494 |
| 2000 | 2000 |  | 70.959    | 70.959 |
| 2005 | 2005 |  | 75.643    | 75.643 |
| 2010 | 2010 |  | 79.594    | 79.594 |
| 2015 | 2015 |  | 83.249    | 83.249 |
| Sursa: SCB - Statistika Centralbyrån, Folkmängden per tätort. Vart femte år 1960 - 2016 |      |  |           |        |

## Trafic
Umeå se află în apropierea drumurilor europene 4 și 12. E12 pornește din portul Holmsund, aflat la 18 km sud, și străbate munții scandinavi către Norvegia.
În cartierul Alvik (4,5 km sud față de centru) există un aeroport. În plus orașul este unit prin linia ferată Vännäs – Holmsund la magistrala feroviară Stockholm – Boden. Din portul Holsmund pleacă zilnic feriboturi spre Vaalsa, Finlanda.